# Cratichneumon subfilatus
Cratichneumon subfilatus là một loài tò vò trong họ Ichneumonidae.